# Карабута (село)
Карабута (каз. Қарабұта) — село в Маканчинском районе Абайской области Казахстана. Административный центр и единственный населённый пункт Карабутинского сельского округа. Код КАТО — 636463100.

## Население
В 1999 году население села составляло 1697 человек (850 мужчин и 847 женщин). По данным переписи 2009 года, в селе проживало 1615 человек (917 мужчин и 698 женщин).